# Ingeborg Schober

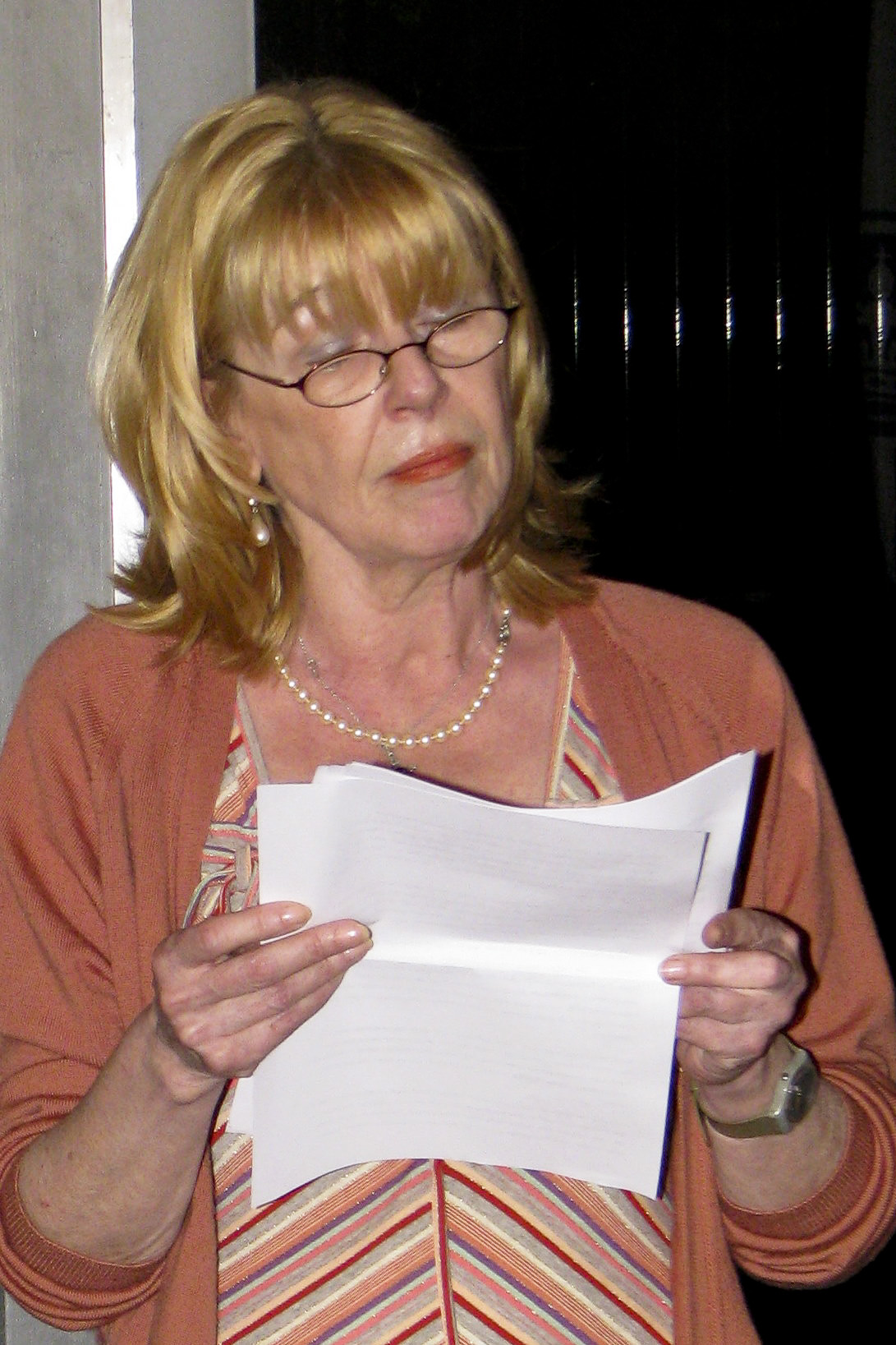
Ingeborg Schober, 2008

Ingeborg Schober (* 1947 in Sonthofen; † 9. Juni 2010 in  München) war eine deutsche Autorin, Übersetzerin und Musikjournalistin. Sie gilt als erste überregional bekannte Journalistin, die sich publizistisch mit Popmusik auseinandersetzte.

## Leben

### Kontakt mit dem Deutschrock der 1960er Jahre
Ingeborg Schober kam in den späten 1960er Jahren in Kontakt mit deutschen Rockbands wie Popol Vuh, Tangerine Dream oder Amon Düül II, deren Musik sich sowohl durch eine damals neuartige elektronische Komponente, als auch durch Annäherung an nicht-nordamerikanische Musikstile von den gängigen Musizierpraktiken des Pop unterschied. Als Journalistin und Autorin gab Schober dieser „Deutschrock“ oder „Krautrock“ genannten Strömung während der 1970er Jahre eine Stimme. Sie half neue Trends wie Glam Rock oder New Wave in der Bundesrepublik publizistisch zu etablieren.

### Karriere als Pop-Journalisten in Print und Radio
Aus der Szene heraus berichtete sie als erste Frau im deutschen Pop-Journalismus für die Zeitschrift Sounds sowie für bundesweite Magazine wie den Stern, später den Musikexpress und Focus. Im Rowohlt Verlag gehörte sie zu den Kernautoren der Reihe „Rocksession“. Auch ihr biographisch gefärbter Buch-Erstling „Tanz der Lemminge“ erschien in diesem Verlag.
Bis 1983 moderierte Ingeborg Schober den Club 16, die Rockmusik-Sendung des Bayerischen Rundfunks (Redaktion Jugendfunk, Zündfunk), anschließend, bis in die 1990er Jahre, Radiosendungen wie die „Rocklok“ auf Bayern 2 und Bayern 3. Seit 1972 schrieb sie regelmäßig, meist als Rezensentin von Rock-Konzerten und Schallplatten-Veröffentlichungen, für das Feuilleton der Süddeutschen Zeitung. Es folgten weitere Buchveröffentlichungen wie etwa ihre Biografie des Doors-Sängers Jim Morrison. Außerdem arbeitete Ingeborg Schober als Übersetzerin.
Sie starb im Juni 2010 nach schwerer Krankheit.

## Auszeichnungen
- Preis des Literarischen Colloquiums, Berlin[2]

## Veröffentlichungen
- Tanz der Lemminge, (Amon Düül Biographie) (1979)
- Jim Morrison Biographie (2001)
- Janis Joplin Biographie (2002)
- Poptragödien (2004)
- Der Westcoast-Mythos. Eine leicht verklärte Erinnerung (2022), hrsg. v. Gabriele Werth